# 무어의 역설
무어의 역설(Moore's paradox)은 조지 에드워드 무어에 의해 만들어진 역설로, 루트비히 비트겐슈타인에 의해 널리 알려졌다. 이 역설은 지식과 믿음에 관한 역설로, 다음과 같은 두 가지 형태 중 하나를 갖는다.
- p가 참이지만 나는 p를 믿지 않는다.
- p가 참이지만 나는 not p를 믿는다.

두 명제 사이의 차이는 부정 기호가 어디에 위치하는가에 달려있다. 예를 들면 전자의 경우 “지금 비가 오지만 나는 비가 온다고 믿지 않는다.”와 같은 문장이, 후자의 경우 “지금 비가 오지만 나는 비가 오지 않음을 믿는다.”와 같은 문장이 있을 수 있다. 로이 소렌센(Roy Sorensen)은 전자를 omissive 형, 후자를 commissive 형이라 명명하였다.
이 역설을 해결하기 위해 여러 해결책이 제안되었지만 아직까지 일반적으로 받아들여지는 해결책은 없다.

## 같이 보기
- 믿음
- 무모순적 이론
- 이중사고
- 의심
- 신념 논리
- 인식론
- 모순
- 비합리성
- 심리철학
- 합리성